# 格拉马施特滕
格拉马施特滕是奥地利上奥地利州乌尔法尔城郊县的一个市镇。总面积40平方公里，总人口4755人，人口密度118.9人/平方公里（2012年）。